# Type 98 Ke-Ni
De Type 98 Ke-Ni (Japans: 九八式軽戦車 ケニ, Kyuhachi-shiki keisensha Ke-Ni?) was een Japanse lichte tank uit de Tweede Wereldoorlog ontworpen als opvolger voor de vroegere Type 95 Ha-Go.

## Ontwikkeling
Type 98 Ke-Ni is ontworpen als vervanger/opvolger van Type 95 Ha-Go lichte tank,
Japans meest gebouwde en gebruikte gevechtvoertuig uit de Tweede Wereldoorlog. Hoewel de Type 98 Ke-Ni al ontwikkeld was in 1938 werden er tijdens 1942 tot 1943 slechts 113 gebouwd door Hino Motors, Ltd. en Mitsubishi. De oorzaak hiervan is waarschijnlijk het adequaat optreden van het verouderde Type 95 Ha-Go tegen het slecht uitgeruste Chinese leger. Hier door werd Type 98 Ke-Ni als overbodig gezien. Verder werd het staal liever voor oorlogsschepen gebruikt dan voor gepantserde gevechtvoertuigen en door bombardementen van de geallieerden werd de aanvoer van nieuw staal verstoord en werden fabrieken vernietigd.

## Verbeteringen
De tank was uitgerust met een dikker gelast pantser en een verbeterde vorm. De tank zijn hoofdwapen was een 37 mm. Type 100 kanon. Er waren twee versies van Type 98 Ke-Ni en een variant.

## Varianten
- Type 98-A het productiemodel van Type 98
- Type 98-B  een experimentele model van Type 98 met een vijf wiel Christie-type ophanging. Is nooit in productie genomen.
- Type 2 Ke-To  een verbeterde versie van Type 98-B met krachtiger Type 1 47 mm antitankkanon. De productie van Type 2 Ke-To begon pas in 1944 en slechts 29 werden gebouwd.